# برقة (زينة)
البَهارِج أو البرقة هي أقراص صغيرة براقة ومسطحة، من المعدن أو اللدائن وتستخدم في زخرفة الملابس ومجموع ما يدخل في صناعة الأزياء، وعندما يقع الضوء عليها فهي تعكسه بزوايا مختلفة ما يجعل الزي يتلألأ.